# ADN complémentaire
 (août 2019).
Si vous disposez d'ouvrages ou d'articles de référence ou si vous connaissez des sites web de qualité traitant du thème abordé ici, merci de compléter l'article en donnant les références utiles à sa vérifiabilité et en les liant à la section « Notes et références ».
Pour les articles homonymes, voir complémentaire.
L'ADN complémentaire (ou ADNc, Acide désoxyribonucléique complémentaire) est un simple brin artificiellement synthétisé à partir d'un ARNm, représentant ainsi la partie codante de la région du génome ayant été transcrit en cet ARNm. Il est obtenu après une réaction de transcription inverse d'un ARNm mature et équivaut donc à la copie ADN de l'ARNm qui a été extrait dans une cellule donnée à un moment donné. L'ADNc double brin résulte de la copie du premier brin par une ADN polymérase.
L'ADNc est aussi l'ADN produit in vitro, par la transcription in vitro, et sa séquence de bases est complémentaire à un ARNm particulier. L'ADN complémentaire est utilisé pour étudier l'expression des gènes parce qu'il est plus stable que l'ARN et plus facile à utiliser dans les techniques de clonage de protéines recombinantes.
Chez les eucaryotes, l'ADNc est différent de l'ADN car il ne contient pas les introns (parties non traduites de l'ADN eucaryote) qui sont épissés après la transcription de l'ARNm.